# Himertosoma marlieri
Himertosoma marlieri là một loài tò vò trong họ Ichneumonidae.